# Ost-Ampelmännchen

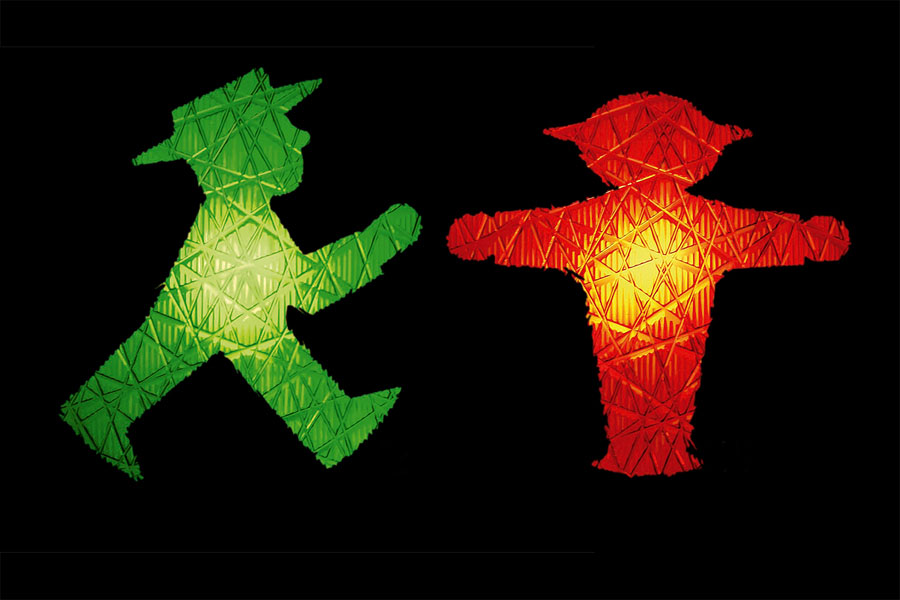
Ost-Ampelmännchen

Das Ost-Ampelmännchen, später auch die Ost-Ampelfrau (auch -mädchen bzw. -weibchen), ist eine Variante des Ampelmännchens, deren Ursprung in der Zeit der DDR liegt.
In Deutschland sind neben dieser Variante das Euromännchen sowie das westdeutsche Ampelmännchen verbreitet.

## Geschichte in der DDR

Bild 11: für Fußgänger: Verkehrsrichtung freigegeben. Verkehrszeichen der Deutschen Demokratischen Republik nach der Straßenverkehrs-Ordnung (StVO) von 1977, die 1978 in Kraft trat.

Der Verkehrspsychologe Karl Peglau reichte am 13. Oktober 1961 beim Ministerium für Verkehrswesen der DDR den Vorschlag ein, dass jede Verkehrsteilnehmergruppe eine eigene Ampel bekommen solle. Er entwickelte besondere Zeichen für Fußgängerampeln, die das Sinnbild eines stehenden bzw. gehenden Fußgängers zeigen. Basierend auf seinen Erstentwürfen wurde er „1962 durch den Vorsitzenden der Ständigen Kommission Verkehr der Stadtverordnetenversammlung von Großberlin beauftragt, eine Konzeption der Regelung und Sicherheit im Straßenverkehr zu erarbeiten“.
Der Entwurf der Figuren folgte sowohl psychologischen, produktionstechnischen als auch ideologischen Überlegungen. So sollten die Figuren mit ihrer Knollennase, dem Hut und ihrem Bauchansatz sympathisch wirken, gleichzeitig sollte so die Lichtfläche vergrößert werden.  Besonders Kinder und ältere Menschen ließen sich von den anschaulichen Sinnbildern in ihrem Verhalten beeinflussen. Die Finger der Männchen aus dem ursprünglichen Entwurf mussten zur Vereinfachung der Produktion entfernt werden, außerdem kam es nach einer Umfrage zu einem ideologisch motivierten Richtungswechsel des grünen Männchens, das von nun an von rechts nach links laufen sollte. Peglau war sich zunächst unsicher, ob er seinen Figuren einen Hut aufsetzen solle, da dieser als kapitalistisches Symbol gedeutet hätte werden können. Nachdem er Erich Honecker in einem Fernsehauftritt mit Strohhut gesehen hatte, entschied er sich schließlich dafür. Vom positiven Ergebnis des Genehmigungsverfahrens war Peglau eigenen Aussagen zufolge allerdings überrascht: „Dass die Männchen aber auf diesem Wege ihren kecken Hut nicht einbüßten, verblüffte uns sehr. Vielleicht weil auch die DDR-Repräsentanten, zumindest als Sonnenschutz, Hut trugen?“ Der Hut sowie einige weitere Details der Farb-Form-Skizzen wurden auf Bitte von Peglau von seiner Sekretärin Anneliese Wegner gezeichnet. Die Figuren wurden von ihrem Schöpfer ursprünglich als Stoppi (rot) und Galoppo (grün) bezeichnet.
Nach der Gestaltung durch Karl Peglau im Jahr 1961 wurden die Ost-Ampelmännchen nach jahrelangen verschiedenen fachlichen, wissenschaftlichen und staatlichen Prüfungen 1969 erstmals in Ost-Berlin an der Kreuzung Unter den Linden/Friedrichstraße versuchsweise eingesetzt. Gefertigt wurden die Ampeln anfangs in Berlin vom VEB Leuchtenbau, danach von einer Dresdner PGH und von Bergner & Weiser in Pößneck. Im Jahr 1974 bekam die Schmidt KG im sächsischen Wildenfels (der spätere VEB Signaltechnik) den Auftrag zur Produktion und rüstete bis zur Wende die Fußgängerampeln mit diesen Ampelmännchen aus. Mit der TGL 12096/04 vom Mai 1974, die ab dem 1. Januar 1975 verbindlich wurde, fand das Ampelmännchen erstmals Eingang in den TGL-Lichtsignalstandard und damit auch in die Straßenverkehrs-Ordnung. Nach und nach kamen die Ampelmännchen nun flächendeckend in der gesamten DDR zum Einsatz.

## Geschichte im wiedervereinigten Deutschland
Nach der Wiedervereinigung 1990 wurden die Ost-Ampelmännchen im Gebiet der ehemaligen DDR zunächst sukzessive gegen das westdeutsche Ampelmännchen ausgetauscht. Innerhalb der Bevölkerung kam es daraufhin zu Protesten. Besonderes Interesse weckten damals Ampelleuchten, die der Produktdesigner Markus Heckhausen aus ausgemusterten Ampelgläsern produzierte. Gemeinsam mit Karl Peglau, dem Erfinder der Ampelmännchen, brachte er 1997 das Buch vom Ampelmännchen im Eulenspiegel-Verlag heraus. Die Veröffentlichung des Buches und Aktionen des Komitees zur Rettung der Ampelmännchen erregten so großes Interesse, dass sich auch Politiker für die Rettung der Ost-Ampelmännchen interessierten. So wurde das Ost-Ampelmännchen etwas später in den Richtlinien für Lichtsignalanlagen als zulässiges Sinnbild aufgenommen.
In Berlin werden seit Januar 2005 auch in den Westbezirken Ost-Ampelmännchen eingesetzt. Diesem Beispiel folgten verschiedene andere westdeutsche Städte: So hatte Hückeswagen (Nordrhein-Westfalen) 2010 flächendeckend das Ost-Ampelmännchen eingeführt. In Heidelberg findet man sie auch an etwa der Hälfte aller Ampelanlagen.
In Bayern wurde mit dem Einführungserlass Vollzug der Straßenverkehrs-Ordnung (StVO); „Richtlinien für Lichtsignalanlagen“ (RiLSA, Ausgabe 2015) des Bayerischen Staatsministeriums des Innern, für Bau und Verkehr vom 2. Dezember 2015 festgelegt: „Die zu verwendenden Fußgängersignalgeber sind unter Ziff. 6.2.7 der Richtlinien geregelt. In Bayern dürfen die im Einigungsvertrag zugelassenen Fußgängersignalbilder („Ampelmännchen“) nicht verwendet werden.“ Allerdings wurden in der Stadt Neu-Ulm ab Oktober 2013 mehrere Ampelanlagen auf das Ost-Ampelmännchen umgerüstet.
Forscher ermittelten, dass das Peglau-Ampelmännchen besser erkannt wird als die „westlichen“ Pendants.
Dem Ost-Ampelmännchen kommt eine besondere Eigenschaft zu, da es nach der Deutschen Wiedervereinigung zum Sinnbild der Ostalgie geworden ist. Außerdem hat sich das Ampelmännchen zum Symbol für die deutsche Hauptstadt Berlin entwickelt und ist besonders bei Touristen beliebt. Diese Entwicklung begann bereits 1997. Seit diesem Jahr sind die Ampelmännchen eine eingetragene Marke der AMPELMANN GmbH. Ampelmännchenerfinder Karl Peglau arbeitete bis zu seinem Tod im Jahr 2009 im Unternehmen mit.

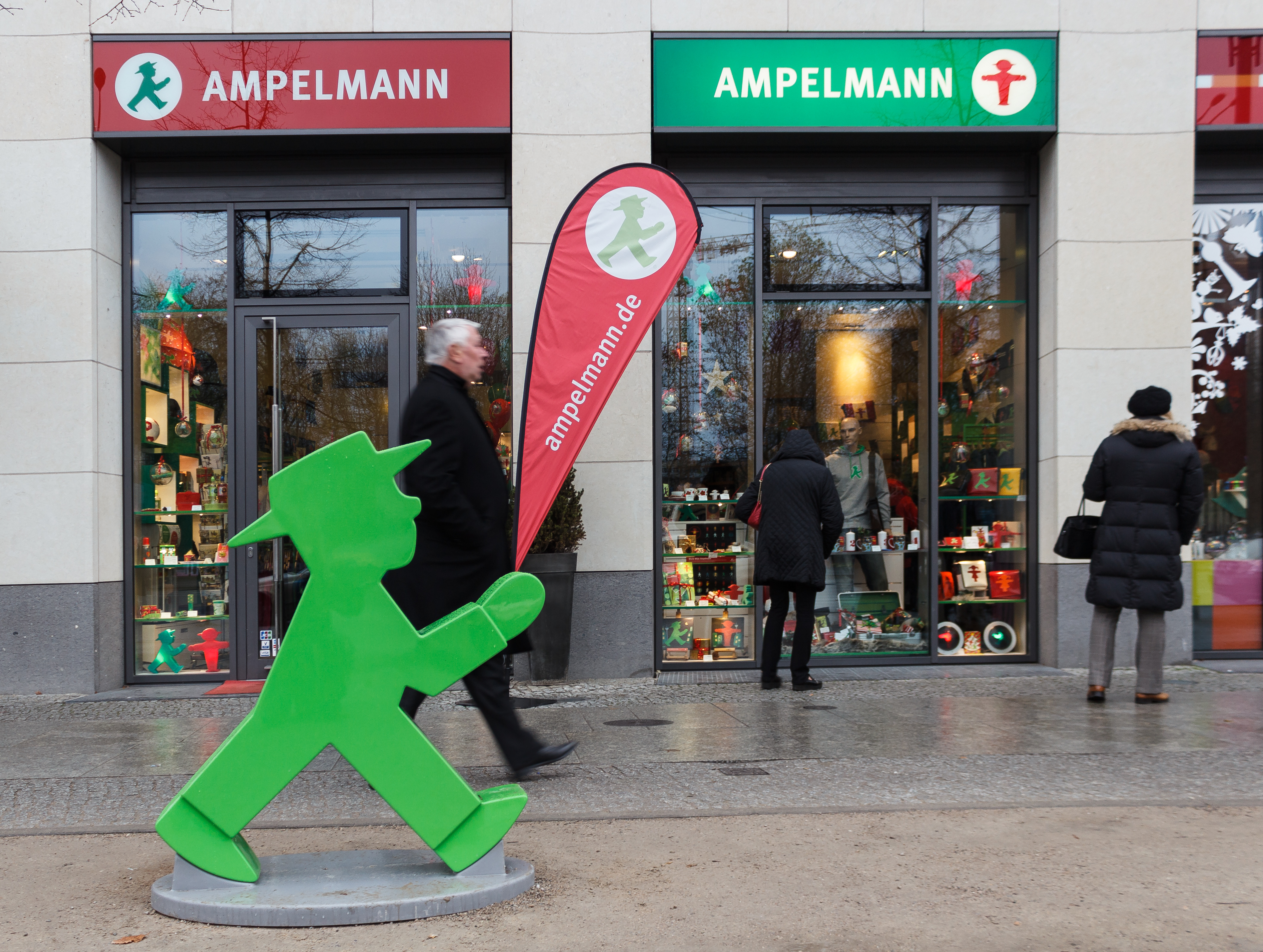
Ampelmann-Shop in Berlin

## Ampelfrau

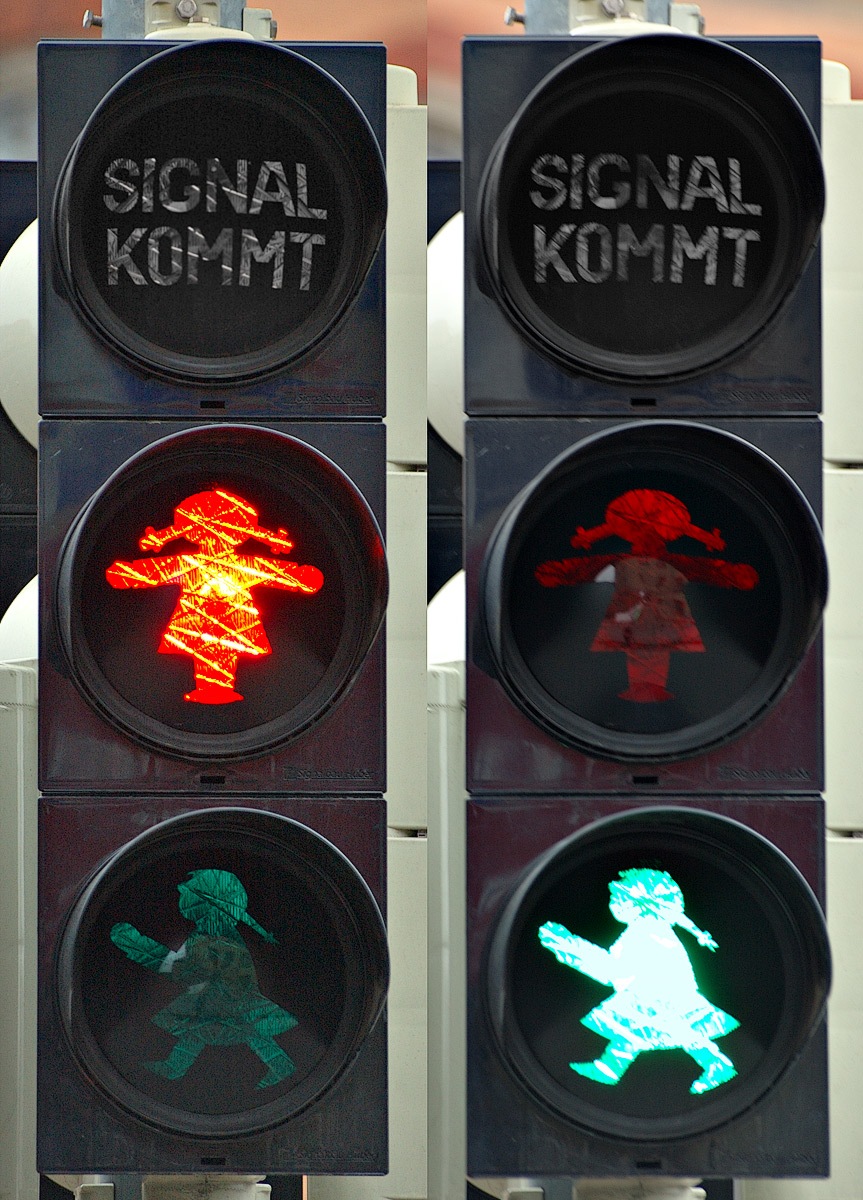
Ampelfrauen in Zwickau

Der Graphiker Hans-Jürgen Ellenberger hat 1996 eine Ampelfrau (Ost-Ampelmädchen, Ost-Ampelweibchen) aus der Form des Ost-Ampelmännchens entworfen. Sie wurde erstmals 1997 im Buch vom Ampelmännchen veröffentlicht. Der Herausgeber Markus Heckhausen hat 2000 die Ost-Ampelfrau als Geschmacksmuster eintragen lassen und sich exklusiv die Nutzung der Urheberrechte von Ellenberger gesichert. Die Figuren-Leuchtfläche erhielt dazu Zöpfe und einen Rock. Vorteil dieses Sinnbildes ist – neben der Gleichberechtigung – die vergrößerte Leuchtfläche und damit eine bessere Auffälligkeit der Signalfarbe. Dem Design der Ampelfrau liegen ähnliche Überlegungen zugrunde, die auch schon der Einführung der ostdeutschen Ampelmännchen vorausgingen. Die Gebote der Ampel sollen nicht nur durch die Farbe, sondern auch durch eine aussagefähige bildliche Darstellung angezeigt werden. Dabei soll die Gestaltung sowohl freundlich wirken als auch durch eine große Symbolfläche eine hohe Signalwirkung erzielen.
Die Ost-Ampelfrau wurde seitdem in mehreren ostdeutschen wie auch westdeutschen Städten etabliert.
Ende November 2004 wurde die Ost-Ampelfrau von Ellenberger in Zwickau versuchsweise in Betrieb genommen. Laut Zwickauer Stadtsprecherin Angelika Michaelis fordere die Straßenverkehrs-Ordnung lediglich das Sinnbild eines Fußgängers, eine „Geschlechtsbestimmung“ gebe es nicht. Drei Monate lang sollte getestet werden, wie die Ampelfrau bei den Zwickauern ankommt. Dann sollten eventuell weitere Ampeln umgerüstet werden.
Am 24. Januar 2005 wurde auch in Dresden eine Ampel mit Ost-Ampelfrau aufgestellt. Diese Initiative ging von der Dresdner Gleichstellungsbeauftragten, Kristina Winkler, aus. Gemeinsam mit dem Oberbürgermeister Ingolf Roßberg und dem Hersteller der Ampelfrau, Joachim Roßberg, wurde im Dresdner Stadtzentrum, direkt am Eingang zur Prager Straße, die erste Ampelanlage umgerüstet. Mittlerweile wurden 10 Lichtsignalanlagen Dresdens mit der Ampelfrau ausgestattet.
Im Sommer 2010 erschienen die ersten Ost-Ampelfrauen in Bremen. Bei der Wahl eines Namens für das neue Lichtzeichen sprach sich Bremens Frauenbeauftragte für die Bezeichnung „Ampelfrau“ aus. Bisher wurden vier Lichtzeichenanlagen mit den neuen Sinnbildern ausgerüstet.
Weitere Ost-Ampelfrauen befinden sich in Leipzig, Werdau, in Köln-Ehrenfeld, Erfurt, Fulda, Offenbach, Magdeburg, Fürstenwalde und seit Oktober 2013 in Kassel.
Aufsehen erregte 2012 der Vorwurf der Fraktionsvorsitzenden der SPD im brandenburgischen Teltow, Christine Hochmuth, „eine Frau mit langen Zöpfen und schwingendem Röckchen vermittle … kein zeitgemäßes Frauenbild“. Sie lehnte mit dieser Auffassung den Vorschlag eines Stadtverordneten ab, die Ampelfrau auch in Teltow einzuführen.

## Alternative Ampelmännchen in Erfurt

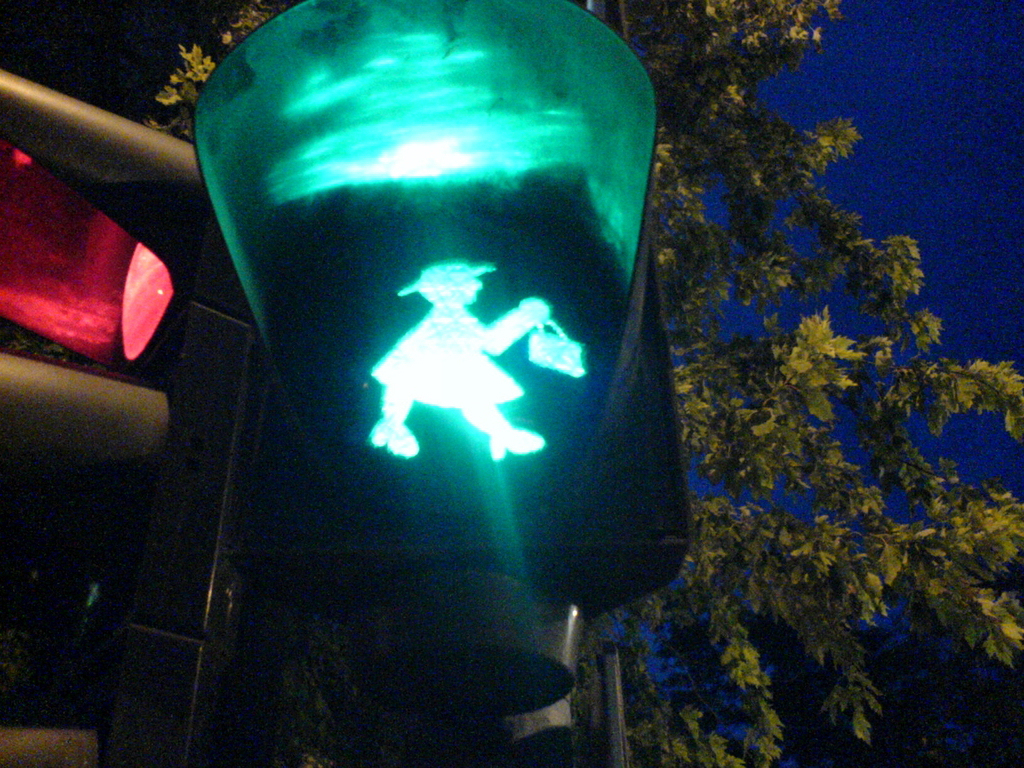
Ampelfrau in Erfurt

In Erfurt kamen bereits in den 1980er-Jahren städtische Angestellte bei der Wartung und Reparatur von Ampeln auf die Idee, das einheitliche Aussehen einzelner grüner Ampelmännchen zu verändern, so dass bis heute 14 der insgesamt 1400 Erfurter Fußgängerampeln ein abgewandeltes grünes Ost-Ampelmännchen zeigen (Wandersmann mit Rucksack und Wanderstock, Ampelmännchen mit Regenschirm, Ampelmännchen als Schulanfänger mit Zuckertüte usw.). Diese überstanden sowohl die Einführung des bundesdeutschen Ampelmännchens nach der Wiedervereinigung als auch die Bestrebungen, ein EU-weit einheitliches Ampelmännchen zu etablieren.
Die städtische Touristinformation Erfurt bietet thematische Stadtführungen (Erfurter Ampelmann-Tour) zum Thema an.